# Tuguegarao
Tuguegarao es una península situada en el verde Valle de Cagayán. Está protegida por la Sierra Madre al este, la Cordillera al oeste, y por los montes Caraballo al sur. Se encuentra a la orilla del majestuoso río Cagayán.
Fundada el 9 de mayo de 1604, esta ciudad es sede de un gran crecimiento económico, motor de la Región 02 y el más antiguo centro de negocios, educación y gobierno en la zona nordeste de la isla de Luzón. 
Cuenta con 11.935 hectáreas de las cuales 1.320 son de uso residencial, con una población total de 120.645 habitantes, en 22.311 hogares según censo del año 2000. Tiene 49 barangays de los cuales 12 son urbanos.

## Barangays
| - Annafunan East - Annafunan West - Atulayan Norte - Atulayan Sur - Bagay - Buntun - Caggay - Capatan - Carig - Caritan Centro - Caritan Norte - Caritan Sur - Cataggaman Nuevo - Cataggaman Pardo - Cataggaman Viejo - Centro 1 (Pob.) - Centro 2 (Pob.) | - Centro 3 (Pob.) - Centro 4 (Pob.) - Centro 5 (Pob.) - Centro 6 (Pob.) - Centro 7 (Pob.) - Centro 8 (Pob.) - Centro 9 (Pob.) - Centro 10 (Pob.) - Centro 11 (Pob.) - Centro 12 (Pob.) - Dadda - Gosi Norte - Gosi Sur - Larion Alto - Larion Bajo - Leonarda | - Libag Norte - Libag Sur - Linao East - Linao Norte - Linao West - Nambbalan Norte - Nambbalan Sur - Pallua Norte - Pallua Sur - Pengue (Pengue-Ruyu) - Reyes - San Gabriel - Tagga - Tanza - Ugac Norte - Ugac Sur |

## Población
En los años ochenta, la población no era mayor de 73.000 habitantes. El incremento se debe a varios factores. Uno de ellos es el problema de paz y orden que se vive en otras ciudades de la región, que obliga a la gente a emigrar a Tuguegarao, que está relativamente libre de los problemas de insurgencia, con la presencia visible de militares en sus calles y debido también a su localización geográfica.
Otro factor es la presencia de escuelas, cuya calidad y educación es superiormente comparable a la de Manila.
Otra causa es la construcción de la autopista de Maharlika que ha hecho más accesible y mejor comunicada a la Región 02.

## Historia
Hay varias versiones sobre el origen del nombre. Una de ellas, es la abundancia del árbol llamado tarrao. Otra, es la palabra garrao que significa corriente rápida, posiblemente a causa de la corriente del río Pinacanauan que la baña. 
Una última se refiere a la palabra tuggui que significa fuego.
Sin embargo la versión más aceptada es que el nombre Tuguegarao viene de la frase Tuggi gari yaw que significa Esta zona fue limpiada por el fuego.
En término poblaciones, fue un pequeño asentamiento pero un gran territorio hasta 1850. Estaba gobernada como un barangay hasta que los españoles le concedieron el estatuto de pueblo-misión el 9 de mayo de 1604, haciendo de él una de las unidades políticas de la provincia de Cagayán, que incluía todos los territorios que después se convirtieron en las provincias de Isabela, Nueva Vizcaya y Quirino. 
Los frailes dominicos evangelizaron y educaron a sus habitantes y mejoraron los métodos de cría del ganado. Barrios y capillas fueron construidos, cada uno con su propio patrón. 
Los habitantes originales de Tuguegarao eran Itawes, un grupo malayo llegado a la isla entre el 200 a. C. y el 300 d. C. 
Los españoles les enseñaron el dialecto Ibanag como medio de cristianización y de comercio durante la época del monopolio del tabaco, que explica por qué muchas palabras del español se encuentran dispersas en el dialecto local.
El año 1983 se celebró el cuatrocientos aniversarios del establecimiento del gobierno civil de la provincial de Cagayán. Durante la semana de festejos, la provincia fue visitada por varios ministros y autoridades nacionales.